# Гончаренко Василь Володимирович
Васи́ль Володи́мирович Гончаре́нко (нар. 16 грудня 1972 — 7 вересня 2014) — старший сержант Збройних сил України, учасник російсько-української війни.

## Короткий життєпис
Народився 1972 року в місті Новогрудок (Білорусь). Закінчив білоцерківську ЗОШ № 12; по тому — професійний ліцей. Проживав у місті Біла Церква, Київська область.
У часі війни — солдат резерву, старший сапер інженерно-саперного відділення резервного батальйону оперативного призначення «Донбас», псевдо «Вагон». Учасник звільнення Попасної.
Помер в шпиталі від поранень, отриманих під час виходу колони з Іловайська, та помилкового діагнозу.
Похований в місті Біла Церква.
Без Василя залишились дружина та двоє синів.

## Вшанування
- 8 серпня 2016 року на сесії Білоцерківської міської ради присвоєне звання почесного громадянина Білої Церкви (посмертно)
- Його портрет розміщений на меморіалі «Стіна пам'яті полеглих за Україну» у Києві: секція 4, ряд 4, місце 15
- в Білоцерківському професійному ліцеї відкрито меморіальну дошку на його честь
- в білоцерківській ЗОШ № 12 відкрито меморіальну дошку його честі